# 高连升
高連升（？—1869年），湖南寧鄉人，清朝湘軍將領，曾參與平定太平天國，累官至廣東陸路提督、甘肅提督。

## 生平
出身於湘軍，在平定太平天國中多立戰功。後前往協助平定捻亂，捻亂平定後，應上頭所制定裁撤湘軍的政策而更換了手下將士，所部改由捻軍降卒擔任。其部隊在前往西安時發生嘩變，左宗棠急遣六營兵力前去支援，總算平定。
後奉朝廷旨意，前去幫助左宗棠平定陝甘回變。但在同治八年（西元1869年）左軍降伏董福祥、欲要前往征剿白彥虎時，其部隊發生兵變，遂遇害，卒諡永烈，贈騎都尉兼一雲騎尉世職。

### 兵變遇害
兵變時，陝西巡撫劉典和其正趕往左宗棠軍中，時值大軍離開西安後第五日的晚間。劉典給左宗棠的相關調查書信中提及：「高連升設營於楊店，此時其人正在休息，親兵營哨長丁玉龍、左營哨長蔣宏高、前哨什長石文科、左營軍管軍裝鄔宏勝等人突至大帳，稱有急事稟告高軍門，哨兵以軍門已歇，拒絕放入。鄔宏勝揮刀將其擊斬，摸黑尋至榻前，高連升聽聞打鬥聲，驚醒，見鄔宏勝等人立於榻前，喝問何事。鄔宏勝等人告知高連升，因無糧餉，將投他處去。高連升大怒，痛斥鄔宏勝等人將反，聲至帳外，仍清晰可聞。然鄔宏勝前行一步，揮刀就剁，高連升乃被害。首級遭割下，鄔宏勝等人以軍門欠餉，不顧部隊死活為由，高舉反旗。」

### 事後結果
劉典聞變，即派提督丁賢發親率各部，進耀州，阻叛軍南下侵擾，然後親提所部，殺入楊店，叛軍拚命抵抗，終因各自為戰，不敵。
原本九營兵馬，五營受撫，四營遭滅，兵變至此告平息。除損失四營兵馬外，原總兵銜副將賀茂林、提督銜總兵黃毓馥也因勸阻叛軍而遇難，這帶給了左宗棠莫大的損失。